# George Iverson
George Iverson es un deportista neozelandés-estadounidense que compitió en vela en las clases Star y Soling.
Ganó una medalla de plata en el Campeonato Mundial de Star de 2001 y una medalla de plata en el Campeonato Mundial de Soling de 2002.

## Palmarés internacional
| Representando a Nueva Zelanda |                          |                  |       |
| Campeonato Mundial            |                          |                  |       |
| Año                           | Lugar                    | Medalla          | Clase |
| 2001                          | Medemblik (Países Bajos) | Medalla de plata | Star  |

| Representando a Estados Unidos |                             |                  |        |
| Campeonato Mundial             |                             |                  |        |
| Año                            | Lugar                       | Medalla          | Clase  |
| 2002                           | Marblehead (Estados Unidos) | Medalla de plata | Soling |